# Garzau
Garzau är en ortsteil i kommunen Garzau-Garzin i Landkreis Märkisch-Oderland i förbundslandet Brandenburg i Tyskland. Garzau var en kommun fram till den 31 december 2001 när den uppgick i Garzau-Garzin. Garzau hade 245 invånare 1996.